# Лаура Бадя
Лаура Бадя (рум. Laura Badea, нар. 28 березня 1970, Бухарест, Румунія) — румунська фехтувальниця на рапірах, олімпійська чемпіонка (1996 рік), срібна (1996 рік) та бронзова (1992 рік) призерка Олімпійських ігор, дворазова чемпіока світу та чотириразова чемпіонка Європи.

## Виступи на Олімпіадах
| Олімпіада      | Дисципліна           | Місце |
| -------------- | -------------------- | ----- |
| Барселона 1992 | командна рапіра      | 3     |
| Атланта 1996   | індивідуальна рапіра | 1     |
| Атланта 1996   | командна рапіра      | 2     |
| Сідней 2000    | індивідуальна рапіра | 4     |
| Афіни 2004     | індивідуальна рапіра | 5     |